# Músculo semimembranoso
El músculo semimembranoso es uno de los músculos del muslo, que pertenece al grupo de los isquiosurales, el más interno o medial de los músculos de la parte trasera del muslo. Parte de la tuberosidad isquiática y termina en un fuerte tendón en la superficie posterior de la tibia. Por su acción la pierna se flexiona en dirección del glúteo del mismo lado y la cadera se extiende en esa misma dirección.

## Trayecto[2]
El músculo semimembranoso recibe su nombre por razón del tendón de su origen que tiene aspecto membranoso, cóncavo y que se sitúa en la parte de atrás y medial del muslo. Este tendón es grueso y parte de la impresión superior y externa de la tuberosidad isquiática, justo por arriba y por fuera del origen del bíceps femoral y el músculo semitendinoso. El músculo sirve de apoyo para el músculo semitendinoso durante su trayecto. 
El tendón de origen se expande hasta formar una aponeurosis que cubre la porción anterior de la superficie superior del músculo. De esta aponerurosis parten fibras musculares que convergen en otra aponeurosis que termina cubriendo la porción posterior de la superficie inferior del músculo y que se contrae formando el tendón de inserción del músculo. El semimembranoso termina en una ranura horizontal de la parte posterior del cóndilo interno de la tibia.
Del tendón de inserción del semimembranoso proceden fibras expansivas, una de considerable tamaño pasa hacia superior y hacia afuera hasta insertarse en la parte posterior del cóndilo externo del fémur, formando parte del ligamento poplíteo oblicuo o tendón recurrente de la articulación de la rodilla. Una segunda expansión fibrosa parte del tendón del semimembranoso y continúa hacia posterior hacia la fascia que recubre el músculo poplíteo. Otras fibras se unen con el ligamento colateral de la tibia, mientras que otras fibras se continúan hacia las aponeurosis superiores de la pierna. Este músculo no forma parte de “la pata de ganso superficial” aunque esté bastante relacionado superior con el propio músculo grácil y semitendinoso. Esto se debe a que forma su propia “pata de ganso profunda” ya que su inserción se divide en 3 fascículos: tendón directo (vertical hacia abajo hasta cóndilo medial tibial), tendón reflejo (horizontal hasta el cóndilo medial tibial) y tendón recurrente (superior, posterior y lateralmente hasta el cóndilo lateral femoral - formación de ligamento poplíteo). Es importante no confundir el tendón recurrente con el tendón del músculo poplíteo.

## Inervación e irrigación
En su trayecto, el músculo semimembranoso cubre la parte superior de los vasos poplíteos. La irrigación sanguínea del semimembranoso vienen dada por ramas de la arteria glútea inferior, rama de la arteria ilíaca interna y por ramas de la arteria femoral profunda, rama de la arteria femoral. 
La inervación la provee la porción tibial del nervio ciático (L5-S3) también llamado isquiático, el nervio más largo del cuerpo humano, proveniente del plexo lumbar y sacro.

## Acciones
La contracción del músculo semimembranoso extiende la cadera en dirección de la espalda (posterior). Los músculos bíceps femoral, semitendinoso, aductor mayor del muslo y glúteo mayor contribuyen con esta acción. En un movimiento similar, el semimembranoso flexiona la rodilla, es decir, acerca la pierna en dirección de la nalga (dirección a posterior). También contribuye a la rotación medial o interna de la rodilla. Los músculos piramidal del abdomen (Psoas Mayor), psoas menor y el músculo sartorio son antagonistas de las funciones del semimembranoso cuando este extiende la cadera. Por su parte el cuádriceps es antagonista del semimembranoso cuando este flexiona la rodilla. 

## Imágenes adicionales

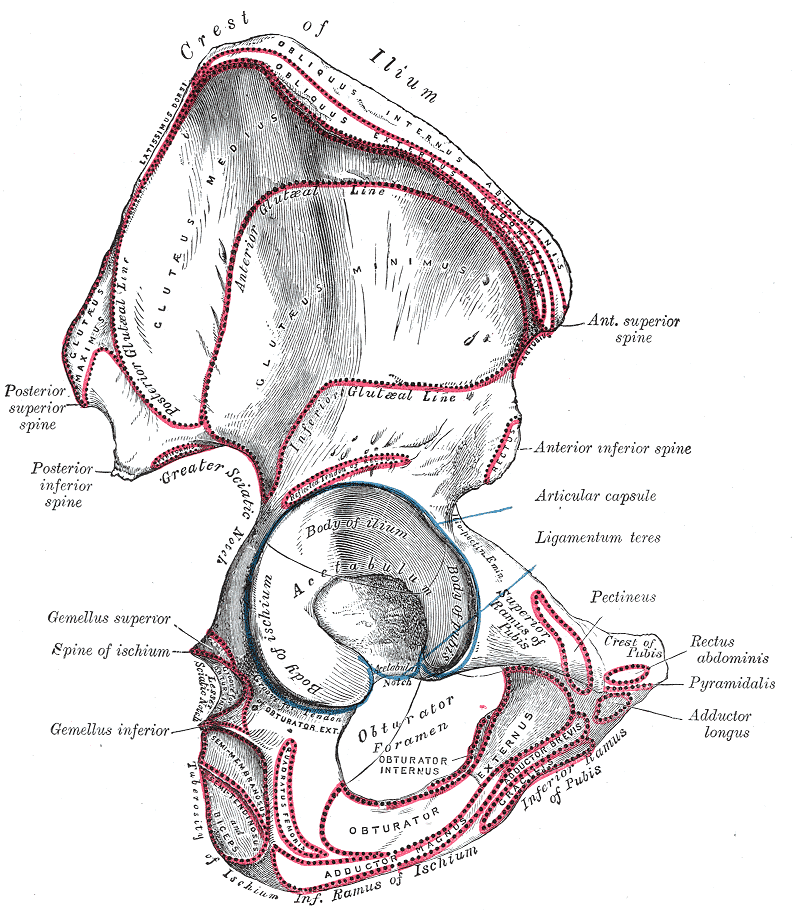
Inserción del semimembranoso, abajo y a la izquierda en la tuberosidad isquiática.
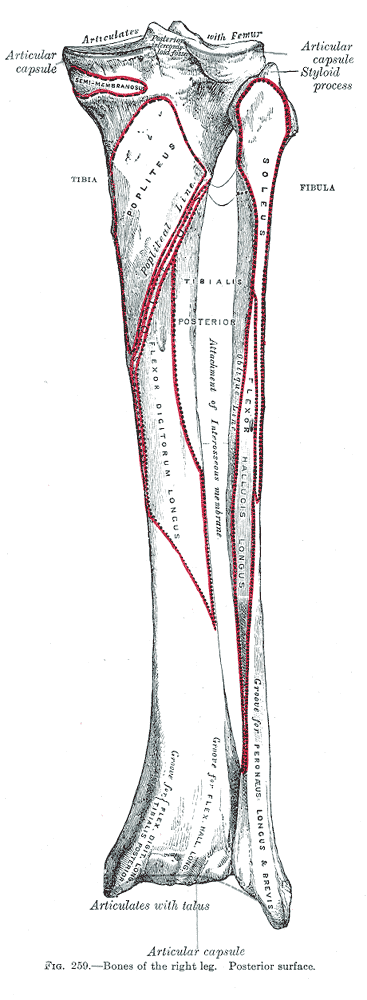
Inserción del semimembranoso, arriba y a la izquierda en el cóndilo medial de la tibia.
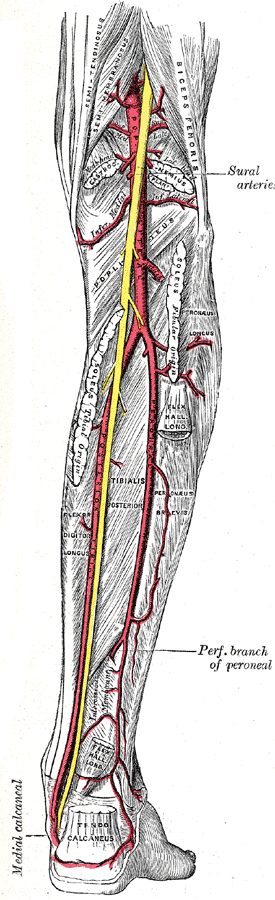
Trayecto final del semimembranoso y su relación con la arteria poplítea y el nervio ciático.
Corte sagital del muslo mostrando el semimembranoso abajo y a la derecha.